# Wの悲劇
『Wの悲劇』（ダブリューのひげき）は、夏樹静子による日本の推理小説。光文社カッパ・ノベルスより1982年2月に刊行された。日本有数の製薬会社・和辻薬品の会長有する山中湖畔の別荘を舞台に、女子大生・摩子による当主・与兵衛の刺殺事件を描く。アメリカの推理作家エラリー・クイーンが別名義で発表した推理小説「悲劇4部作」（『Xの悲劇』『Yの悲劇』『Zの悲劇』『レーン最後の事件』）へのオマージュとして執筆され、題名の「W」はXYZに次ぐ第4の未知数、悲劇の舞台となる和辻家、そして女性（Women）を表している。
1984年に映画化、また数回にわたりテレビドラマ化されている。

## ストーリー
和辻家は富豪一族である。一家が集まった正月のある夜、和辻家の令嬢・摩子が血染めのナイフを手にしながら居間に現れ、「私、おじい様を殺してしまった」と絶叫する。全員が集まると、和辻家の当主・与兵衛が殺されていた。

## 登場人物

### 和辻家
和辻与兵衛（66）
和辻製品会長。女好きであるが公的には子供がいないことになっている。　
和辻みね（62）
与兵衛の妻。
和辻繁（60）
与兵衛の弟。和辻薬品取締役。
和辻淑枝（45）
与兵衛の亡くなった妹の子供。二回離婚歴(小説本文ﾏﾏ)がある。一人目は病死で二人目は事故死。道彦とは三度目の結婚。
和辻道彦（42）
神奈川の私立大学の生物学の教授。離婚歴があり淑枝とは二度目の結婚。和辻家とは血が繋がっていない。
和辻摩子（22）
女子大生。淑枝の連れ子であり、義父道彦とは血が繋がっていない。
和辻卓夫（28）
与兵衛の亡くなった弟の子供。和辻薬品秘書室社員。独身。

### 関係のある人物
間埼鐘平（34）
外科医で与兵衛の主治医。実は与兵衛の隠し子。独身。
一条春生（25）
摩子の家庭教師。劇作家志望。摩子の卒論の指導の為に山荘を訪れ事件に巻き込まれる。小説版での主人公。
中里右京（40）
警部。富士五湖警察署刑事課長。妻帯者でタバコ好き。最近太ったことを気にしている。警察側の主任捜査官。
鶴見三郎（43）
山梨県警本部特捜班長。
相浦克平（53）
富士五湖警察署長。一年半後定年(当時は55歳定年制)で退職後は市長選出馬を考えている。凛とした喋り方、話術などで取材陣から一目置かれている。
※年齢等は夏樹(2007)、p.5の「主な登場人物」等から。

## 書誌情報
- Wの悲劇（1982年2月、光文社カッパ・ノベルス、ISBN 978-4-334-02457-4）
- Wの悲劇（1984年5月29日、角川文庫、ISBN 978-4-04-144509-9）
  - Wの悲劇（改版）（2012年4月25日、角川文庫、ISBN 978-4-04-100321-3）
- Wの悲劇（1985年7月、光文社文庫、ISBN 978-4-334-70180-2）
  - Wの悲劇（新装版）（2007年4月、光文社文庫、ISBN 978-4-334-74234-8）

## 映画
角川春樹事務所の製作で映画化され、1984年12月15日に公開された。監督は澤井信一郎。主演は薬師丸ひろ子。本作のストーリーを劇中劇として翻案されている。

## テレビドラマ（1983年版）
『ミステリー Wの悲劇』と題して、TBS系列の「日立テレビシティ」枠で1983年2月23日および3月2日の水曜日21:00 - 21:54に前・後編で放送された。

### キャスト（1983年版）
- 一条春生 - 秋吉久美子
- 和辻摩子 - 松本伊代
- 和辻淑枝 - 有馬稲子
- 和辻道彦 - 中村嘉葎雄
- 和辻与兵衛 - 安部徹
- 和辻みね - 宮城千賀子
- 和辻繁 - 岡田英次
- 和辻卓夫 - 矢島健一
- 間崎鐘平 - 林隆三
- 中里右京 - あおい輝彦

### スタッフ（1983年版）
- 原作 - 夏樹静子（光文社刊）
- 脚本 - 北村篤子
- 監督 - 鴨下信一
- プロデューサー - 大山勝美、新井定雄
- 制作  - TBS

| TBS系列 日立テレビシティ           | TBS系列 日立テレビシティ                       | TBS系列 日立テレビシティ            |
| 前番組                             | 番組名                                         | 次番組                              |
| ---------------------------------- | ---------------------------------------------- | ----------------------------------- |
| 鉄矢の"贈る言葉" （1983年2月16日） | Wの悲劇（1983年版） （1983年2月23日 - 3月2日） | 天皇のフランス料理 （1983年3年9日） |

## テレビドラマ（1986年版）
『Wの悲劇 京都資産家殺人事件』と題して、フジテレビ系列の2時間ドラマ「金曜女のドラマスペシャル」（毎週金曜日21:02 - 22:52）で1986年6月20日に放送された。

### キャスト（1986年版）
- 和辻みね - 高峰三枝子
- 和辻淑枝 - 松尾嘉代
- 和辻摩子 - 川上麻衣子
- 和辻道彦 - 江原真二郎
- 和辻繁 - 滝田裕介
- 和辻与兵衛 - 高野真二
- 間崎鐘平 - 藤木孝
- 和辻卓夫 - 安藤一夫
- 丹波義隆
- 杉江廣太郎
- 三島ゆり子
- 団巌
- 藤沢徹夫
- 石井洋充
- 武田雅子
- 荒木雅子
- 相浦克平 - 丹波哲郎（特別出演）
- 中里右京 - 山城新伍

### スタッフ（1986年版）
- 原作 - 夏樹静子『Wの悲劇』（光文社・カッパノベルズ刊）
- 監督 - 瀬川昌治
- 脚本 - 高久進
- 音楽 - 義野裕明
- ナレーター - 芥川隆行
- プロデューサー - 松下千秋、宅間秋史、清水敬三
- プロデューサー補 - 河瀬光、多賀さつき
- 企画 - 重村一、近藤照男
- 製作協力 - 東映京都撮影所
- 製作 - フジテレビ、近藤照男プロダクション

## テレビドラマ（2001年版）
『夏樹静子サスペンス Wの悲劇』と題し、テレビ東京系列・BSジャパン共同制作の2時間ドラマ「女と愛とミステリー」（毎週日曜日21:00 - 22:54）として、BSジャパンにて2001年5月20日に、テレビ東京系列にて同年5月23日に放送された。

### キャスト（2001年版）
- 和辻淑枝 - 名取裕子
- 和辻道彦 - 萩原流行
- 和辻摩子 - 大河内奈々子（少女期：横山香夢）
- 和辻卓夫 - 羽場裕一
- 一条春生 - 奥貫薫
- 和辻繁 - 河原崎建三
- 間崎鐘平 - 加勢大周
- 和辻与兵衛 - 早坂茂三
- 和辻みね - 草村礼子
- 中里右京 - 夏八木勲
- 堤検事 - 大杉漣
- 相浦署長 - 田山涼成
- 鶴見刑事 - 森一
- 家政婦 - 川俣しのぶ
- 鑑識係 - 吉満涼太、那波隆史
- 執事 - 本多晋
- 婦警 - 吉田悦子
- 卓夫の愛人 - 森田亜紀

### スタッフ（2001年版）
- 原作 - 夏樹静子『Wの悲劇』（角川文庫・刊）
- 脚本 - 吉本昌弘
- 監督 - 赤羽博
- 音響効果 - 石井和之
- 技術協力 - 東通
- 美術協力 - フジアール
- スタント - FCプラン
- 企画協力 - ミストラル
- プロデュース - 佐々木彰、川島永次、伊藤正昭
- 製作 - テレビ東京、BSジャパン、ホリプロ

## テレビドラマ（2010年版）
「夏樹静子・作家40周年記念サスペンス特別企画」として、TBS系列で2010年1月11日（月曜日21:00 - 23:24）に放送された。
岡田惠和脚本により現代風のアレンジがされたオリジナル展開となる。主演の菅野美穂はTBSドラマとしては初主演。視聴率13.3%。

### キャスト（2010年版）
- 一条春生 - 菅野美穂
- 間崎鐘平 - 香川照之
- 和辻卓夫 - 成宮寛貴
- 平野健治 - 宮藤官九郎
- 春生の上司 - 温水洋一
- 和辻摩子 - 谷村美月
- 和辻道彦 - 中村橋之助
- 相浦克平 - 武田鉄矢
- 和辻みね - 池内淳子[注 1]（特別出演）
- 和辻与兵衛 - 津川雅彦
- 和辻繁 - 江守徹
- 中里右京 - 小日向文世
- 和辻淑枝 - 真矢みき

### スタッフ（2010年版）
- 原作 - 夏樹静子 長編推理小説『Wの悲劇 』新装版（光文社文庫刊）
- 企画協力 - ミストラル
- 脚本 - 岡田惠和
- プロデューサー - 黒沢淳
- 演出 - 佐々木章光
- 製作 - テレパック、TBS

### 補足
- 与兵衛の葬式は1月の設定だが、その帰り道のシーンは紅葉だった。
- 春生の職業がキャバ嬢になっている。そのため春生（菅野）と摩子（谷村）がキャバクラ仲間で会話する回想シーンがあり、そこで2人はコスプレ（春生=ブルマー姿の女子高生、摩子=チアリーダー）をしていた。

## テレビドラマ（2012年版）
テレビ朝日系列の「木曜ドラマ」枠で、2012年4月26日より6月14日まで毎週木曜日21:00 - 21:54 に放送された。全8回。主演は武井咲。
武井は本作がゴールデンタイムの連続ドラマ初主演。
キャッチコピーの「同じ顔の2人が入れ替わり、事件が幕を開ける――。」のとおり、主人公が双子であり、その2人が人生を入れ替えるというオリジナル要素を加えたストーリーとなっている。

### ストーリー
和辻家の子供は産まれるとWという文字を足に刻印する。和辻家は2000億円もの莫大な資産を有し、多くの人間が利権に擦り寄り、手中へ収めるため骨肉の争いに様相を呈してゆく。
和辻家の令嬢・摩子は地位や名誉を望んではおらず、自ら決めた場所で一個人として認められ、自由に生きたいと思っていた。
身動きが取れないしがらみから脱け出すため、自分とよく似たさつきと必然的に出会うことで、運命が大きく動き出す。

### キャスト（2012年版）
倉沢 さつき〈20〉
演 - 武井咲（幼少期：石井萌々果）
幼少期、盗みをはたらき警察に補導された。児童養護施設「ほたる園」で保護を受けたが、何年後かに脱走した。
これまでその日のお金を売春などで稼ぎ、日本中を放浪し何とか生きてきた。身に覚えの無い携帯番号から無言電話が続き、人生の転機が訪れようとしていた。

#### 和辻家
和辻 摩子〈20〉
演 - 武井咲（幼少期：石井萌々果）
窮屈な生活で自由にしたいことも出来ない現状から抜け出したいと思っていた。週刊誌に自分と瓜二つの女性を見つけ、ある計画を実行した。
和辻 淑枝〈44〉
演 - 若村麻由美
摩子の母親。娘の帰宅時間がいつもより遅くなっただけで心配し、動揺するくらい一人娘を愛している。
和辻 道彦〈42〉
演 - 中村俊介
婿養子。淑枝の三番目の夫。摩子の義理の父親。大学の准教授で、遺伝子を研究している。
和辻 卓夫〈28〉
演 - 武田航平
繁の息子。和辻製薬会社秘書課勤務。
和辻 繁〈57〉
演 - 金田明夫
与兵衛の弟。和辻製薬取締役。息子の希望する部署へ異動させるため与兵衛に直談判するが軽くあしらわれる。
間崎 鐘平〈35〉
演 - 高橋一生
与兵衛の主治医。処方した薬を服用しないと長生きは出来ないと摩子に説明する。
木村 志乃〈32〉
演 - 広岡由里子
家政婦。必要なこと以外は喋らない。
和辻 みね〈62〉
演 - 野際陽子
与兵衛の妻。和辻家の女性は代々当主の発言には逆らわず、従い尽くす立場にある。
和辻 与兵衛〈65〉
演 - 寺田農
和辻家当主。和辻製薬会社会長。2000億円の資産を有する。弟の孫娘である摩子を異常なほど寵愛している。心臓病を患い余命幾ばくもない状態である。

#### Show Pub マスカレード
一条 春生〈41〉
演 - 松下由樹
オーナー。親のいないさつきを心配し気に掛けている。摩子、さつきの人生にリンクするような小説を書いている。
立花 綺羅々〈20〉
演 - 福田沙紀
ダンサー。仲間思いで優しい性格を演じているが、沙耶香に嫉妬し誰よりも輝ける場所に立ちたいと野心に満ち溢れている。
御堂 沙耶香〈20〉
演 - 剛力彩芽（友情出演）
トップダンサー。大手プロダクションからスカウトされる。
レイラ〈21〉 / クララ〈19〉 / ソアラ
演 - 森田彩華 / 昆夏美 / 山口恵
ダンサー。生意気で目障りなさつきをいじめる。

#### 警察
弓坂 圭一郎〈31〉
演 - 桐谷健太
警視庁刑事部捜査一課警部。日高賢一殺害事件の容疑者としてさつきを追っている。
西田 喜直
演 - 岸博之
弓坂の相棒。新宿東警察署強行犯係刑事。
篠原 哲也
演 - 遠藤たつお
警視庁刑事部捜査一課課長。上司の指示も仰がず、単独で静岡県警管轄の殺害現場へ立ち入った弓坂に謹慎処分を課す。
鳴海 祐二
演 - 福本伸一
中里の部下。刑事。
中里 右京
演 - 津川雅彦
静岡県警察富士野警察署刑事課警部。和辻家当主殺害事件の捜査に当たる。

#### その他
日高 賢一
演 - 阪田マサノブ
三鷹台中学 国語教諭。さつきと体を重ねた直後、何者かに襲われ殺害された。
浅川 公樹〈20〉
演 - 橋爪遼
摩子の高校時代の同級生。静岡城北医科大3年生。

### スタッフ（2012年版）
- 原作 - 夏樹静子『Wの悲劇』（光文社文庫、角川文庫）
- 脚本 - 寺田敏雄、旺季志ずか
- 音楽 - 末廣健一郎、神坂享輔
- 演出 - 片山修（テレビ朝日）、植田尚（MMJ）、常廣丈太（テレビ朝日）
- 演出補 - 松川嵩史、安食大輔、加藤美咲、藤崎絵三
- 主題歌 - 平井堅「告白」（デフスターレコーズ）
- 挿入歌 - 平井堅「Woman"Wの悲劇"より」（デフスターレコーズ）
- 音楽プロデューサー - 志田博英
- ダンス振付 - あさづきかなみ
- スタントコーディネーター - 大道寺俊典、田渕景也（スタントチームGocco）
- 法律監修 - 本山信二郎（広尾マイスター法律事務所）
- 医事監修 - 巽信二
- 看護指導 - 石田喜代美
- 科学捜査監修 - 山崎昭（法科学鑑定研究所）
- 着物監修 - 富田伸明（京香織）
- CG - 山本貴敏、戸枝誠憲
- タイトルバック - 常廣丈太（テレビ朝日）
- ゼネラルプロデューサー - 内山聖子（テレビ朝日）
- プロデューサー - 飯田爽（テレビ朝日）、清水真由美（MMJ）
- プロデューサー補 - 西原宗実、古草昌実（TMC）、椋尾由希子、森村愛
- 企画協力 - ミストラル、古賀誠一
- 制作 - テレビ朝日、MMJ

### 受賞歴
- 第37回エランドール賞
  - 新人賞（武井咲）

### 放送日程
| 話数                                                      | 放送日  | サブタイトル                              | 脚本       | 演出     | 視聴率 |
| --------------------------------------------------------- | ------- | ----------------------------------------- | ---------- | -------- | ------ |
| 第一幕                                                    | 4月26日 | 身代わり殺人!? 2000億アリバイ売る女       | 寺田敏雄   | 片山修   | 10.9%  |
| 第二幕                                                    | 5月03日 | 資産2000億の女帝                          | 旺季志ずか | 片山修   | 10.0%  |
| 第三幕                                                    | 5月10日 | 悪女の条件私、おじい様を殺してしまった!!  | 寺田敏雄   | 植田尚   | 08.6%  |
| 第四幕                                                    | 5月17日 | 富豪一族の殺人偽装トリック!!              | 旺季志ずか | 植田尚   | 08.5%  |
| 第五幕                                                    | 5月24日 | 名刑事登場富豪殺害トリック!!              | 寺田敏雄   | 常廣丈太 | 08.3%  |
| 第六幕                                                    | 5月31日 | アリバイは崩された!? 裏切り者はあなただ!! | 旺季志ずか | 片山修   | 08.5%  |
| 第七幕                                                    | 6月07日 | 遂に最終章双子の母親の正体!!              | 寺田敏雄   | 植田尚   | 08.0%  |
| 最終幕                                                    | 6月14日 | 双子死す真犯人の正体と暴走!! 新たな殺人   | 寺田敏雄   | 片山修   | 09.4%  |
| 平均視聴率 9.1%（視聴率は関東地区・ビデオリサーチ社調べ） |         |                                           |            |          |        |

| テレビ朝日系列 木曜ドラマ                 | テレビ朝日系列 木曜ドラマ           | テレビ朝日系列 木曜ドラマ                           |
| 前番組                                    | 番組名                              | 次番組                                              |
| ----------------------------------------- | ----------------------------------- | --------------------------------------------------- |
| 聖なる怪物たち （2012年1月19日 - 3月8日） | Wの悲劇 （2012年4月26日 - 6月14日） | 遺留捜査 （第2シリーズ） （2012年7月12日 - 9月6日） |

## テレビドラマ（2019年版）
「リバイバルドラマ」シリーズとして、NHK BSプレミアムにて2019年11月23日の21時から22時29分に放送された。主演は土屋太鳳。
NHK BS4Kにて2020年1月8日の19時から20時29分に放送。
NHK総合にて2020年2月24日の22時から23時30分に放送。
NHK BSプレミアムにて2021年8月7日の21時30分から23時00分に放送。

### キャスト（2019年版）
- 和辻摩子 - 土屋太鳳（9歳時：渡辺真妃）
- 和辻淑枝 - 中山美穂
- 一条春生 - 美村里江
- 和辻道彦 - 岡本健一[9]
- 和辻卓夫 - 松本岳
- 柏木徹  - 斉藤陽一郎
- 並木譲司 - 生島勇輝
- 警察署長 - 浅見小四郎
- 中里右京 - 渡辺いっけい
- 間崎鐘平 - 吉田栄作
- 和辻繁 - 鶴見辰吾
- 和辻与兵衛 - 大和田伸也
- 和辻みね - 夏木マリ

### スタッフ（2019年版）
- 原作 - 夏樹静子
- 脚本 - 池田奈津子
- 音楽 - 吉俣良
- 撮影 - 柳沢栄造
- 映像技術 - 舘野晃一
- 照明 - 矢尻昌也
- 音声 - 蟻川真矢
- 記録 - 小宮尚子
- 編集 - 山田典久
- 音響効果 - 石井和之
- 美術 - 津留啓亮
- 撮影協力 - 小山町フィルムコミッション、富士の国やまなしフィルム・コミッション
- 警察考証 - 石坂隆昌
- 医事考証 - 堀エリカ
- アクション指導 - 釼持誠
- 制作統括 - 志村彰（ジ・アイコン）、後藤高久（NHKエンタープライズ）、髙橋練（NHK）
- 演出 - 塚本連平
- 制作 - NHKエンタープライズ
- 制作著作 - NHK、The icon